# Grigore Păucescu
Grigore Păucescu (n. 5 februarie 1842, Roșiorii de Vede – d. 4 mai 1897, București) a fost un politician român.
Grigore Păucescu a fost o personalitate influentă pentru literatura română, susținându-i financiar pe mulți dintre scriitorii perioadei respective, printre care pe Alexandru Vlahuță, care de altfel îi era fin.
În fosta lui casă din București, actualul sediu al Uniunii Arhitecților, s-a recitat pentru prima dată, de către Mihai Eminescu, Scrisoarea a III-a.